# Hypo Niederösterreich
Hypo Niederösterreich – austriacki klub piłki ręcznej kobiet, powstały  z bazą w Maria Enzersdorf. Klub z wieloma sukcesami na arenie międzynarodowej, czterokrotnie zwyciężał w Lidze Mistrzyń, jak dotąd jest rekordzistą w ilości tytułów. Hypo występuje też w rozgrywkach Liga Regionalna.

## Sukcesy
- Mistrzostwo Austrii:
  -  (37x) (1977, 1978, 1979, 1980, 1981, 1982, 1983, 1984, 1985, 1986, 1987, 1988, 1989, 1990, 1991, 1992, 1993, 1994, 1995, 1996, 1997, 1998, 1999, 2000, 2001, 2002, 2003, 2004, 2005, 2006, 2007, 2008, 2009, 2010, 2011, 2012, 2013)
- Puchar Austrii:
  -  (24x) (1990, 1991, 1992, 1993, 1994, 1995, 1996, 1997, 1998, 1999, 2000, 2001, 2002, 2003, 2004, 2005, 2006, 2007, 2008, 2009, 2010, 2011, 2012, 2013)
- Zwycięstwo w Lidze Mistrzyń:
  -  (4x) (1994, 1995, 1998, 2000)
  -  (2x) (1996, 2008)

## Zawodniczki

### Kadra 2013/14
- 2.  Fabiana Diniz
- 3.  Alexandra Do Nascimento
- 7.  Francielle da Rocha
- 8.  Vera Müller
- 9.  Ana Paula Rodrigues
- 10. Caroline Dias Minto
- 12. Bárbara Arenhart
- 16. Olga Sańko
- 20. Viki Mauler
- 22. Stefanie Kaiser
- 27. Anna Hajgató
- 33. Gabriela Rotis-Nagy
- 77. Gorica Aćimović
- 80. Simona Spiridon
- 81. Deonise Cavaleiro